# Casa del Dr. Robert
La Casa del Dr. Robert és una obra de Camprodon (Ripollès) inclosa a l'Inventari del Patrimoni Arquitectònic de Catalunya.

## Descripció
Residència d'estiu, de la segona fase d'expansió turística a Camprodon, seguint l'actual carrer de Freixenet, com can Roig, can Mas de Xaxàs, can Cabot, etc.
D'oest a est, de les tres residències existents d'anàlogues característiques entre l'actual carrer de Freixenet i el riu Ritort, la primera, la casa del Dr. Robert, es conservà parcialment incorporada a la part davantera de l'antiga fàbrica de galetes Pujol fins a les reformes de principis dels anys 2000, quan van enderrocar la fàbrica i dividir-la en pisos. La segona va desaparèixer (va ser aparcament de la fàbrica i avui hi ha un supermercat). La tercera és can Vidal i Ribes (carrer Freixanet, 52). Edificis cúbics neo-pal·ladians. La teulada de la Casa Vidal i Ribes fou refeta el 1938 a causa d'un incendi.